# GNU Privacy Guard
GNU Privacy Guard (GnuPG nebo GPG) je multiplatformní software pro asymetrickou i symetrickou kryptografii. Jde o svobodný software vydaný pod licencí GPL, který ve světě otevřeného software nahrazuje komerční program PGP. Je součástí projektu GNU, který v současnosti spravuje Free Software Foundation a pro svůj rozvoj získal dotace od německé vlády. GPG kompletně implementuje standard IETF pro OpenPGP, čímž dosahuje kompatibility s PGP, Veridis Filecrypt a dalšími systémy kompatibilními s OpenPGP. Aktuálně se GnuPG řídí kryptografickým standardem podle RFC 9580 (RFC 4880 - zastaralé).

## Charakteristika
GnuPG využívá asymetrickou kryptografii založenou na párech klíčů (privátní a veřejný), které si každý uživatel vygeneruje. Veřejné klíče jsou šířeny veřejnou infrastrukturou PKI (Public Key Infrastructure, tj. veřejné servery s klíči). Spojení veřejného klíče s identitou uživatele je zajišťováno sítěmi důvěry, ve kterých si uživatelé veřejné klíče navzájem podepisují (viz Setkání s podepisováním klíčů). Asymetrická kryptografie umožňuje bezpečnou výměnu zpráv a vytváření elektronických podpisů.
GnuPG podporuje též symetrické šifrování, ve výchozím nastavení používá algoritmus CAST5.
GnuPG nepoužívá patentovaný nebo jinak omezený software či algoritmy, jako je například IDEA používaná v PGP (ve skutečnosti je možné použít algoritmus IDEA v GnuPG za předpokladu, že si na to stáhnete plugin, nicméně je možné, že bude třeba zakoupit licenci v zemích, ve kterých je IDEA patentována). Místo toho GnuPG používá množství jiných nepatentovaných algoritmů jako například:
- Blokové šifry (symetrické šifrovací algoritmy) CAST5, Camellia, Triple DES, AES, Blowfish a Twofish.
- Asymetrické šifry: ElGamal a RSA
- Kryptografické haše: RIPEMD-160, MD5, SHA-1, SHA-2 a Tiger
- Digitální podpisy: DSA a RSA

GnuPG implementuje standard OpenPGP a je opensource nástupce PGP.

## Platformy
Multiplatformní plugin Enigmail poskytuje podporu GnuPG pro Thunderbird a SeaMonkey. Podobně Enigform poskytuje podporu GnuPG pro Firefox. Vývoj FireGPG byl ukončen 7. června 2010. Instant messaging aplikace Psi a Fire jsou schopny automaticky zabezpečit zprávy, pokud je GnuPG nainstalován a nastaven. Webový software, jako je například Horde, jej také používá. Na Androidu pro posílání a šifrování e-mailů podle OpenPGP standardu slouží aplikace K-9 mail s OpenKeychain. 

### Linux
Ačkoliv základní program GnuPG využívá textové rozhraní, existují různé nadstavby využívající GUI. Podpora pro GnuPG byla integrována například do KMail, Thunderbird a Evolution, grafických e-mailových klientů zahrnutých v KDE a GNOME, nejoblíbenějších Linuxových prostředí pracovní plochy. Existují i grafické nadstavby GpgFrontend, Seahorse pro GNOME, KGPG pro KDE nebo Kleopatra.

### MacOS
V Mac OS poskytuje poskytuje množství front-endů projekt Mac GPG v Aqua pro integraci šifrování a uchovávání klíčů a je k dispozici i instalace GnuPG prostřednictvím instalačních balíčků. Mimo to instalátor GPGTools nainstaluje všechny související OpenPGP aplikace (GPG Keychain Access), pluginy (GPGMail) a závislosti (MacPGP), aby bylo umožněno šifrování založené na GnuPG.

### Windows
V roce 2005 vydali G10 Code a Intervation softwarovou sadu Gpg4win, která obsahuje GnuPG pro Windows a grafickou nadstavbu pro správu OpenPGP klíčů Kleopatra, WinPT, Gnu Privacy Assistant a GnuPG pluginy pro Windows Explorer a Outlook. Tyto nástroje jsou zabaleny ve standardním Windows instalátoru, čímž se zjednodušuje instalace a použití GnuPG v systémech Windows.